# Чурилиха
Чури́лиха (Свистополь, Понома́рка, Голедя́нка, Любли́нка) — река на востоке города Москвы, левый приток реки Нищенки. Частично заключена в коллекторы. На реке четыре крупных пруда: Верхний Кузьминский, Нижний Кузьминский, Шибаевский, Люблинский и ряд более мелких. Притоки: Кусковский (на нём Большой Дворцовый и Большой Графский пруды в усадьбе Кусково) и Косинский ручьи (в его бассейне — Косинские озёра: Белое и Чёрное). Длина — 13,4 км.

## Русло

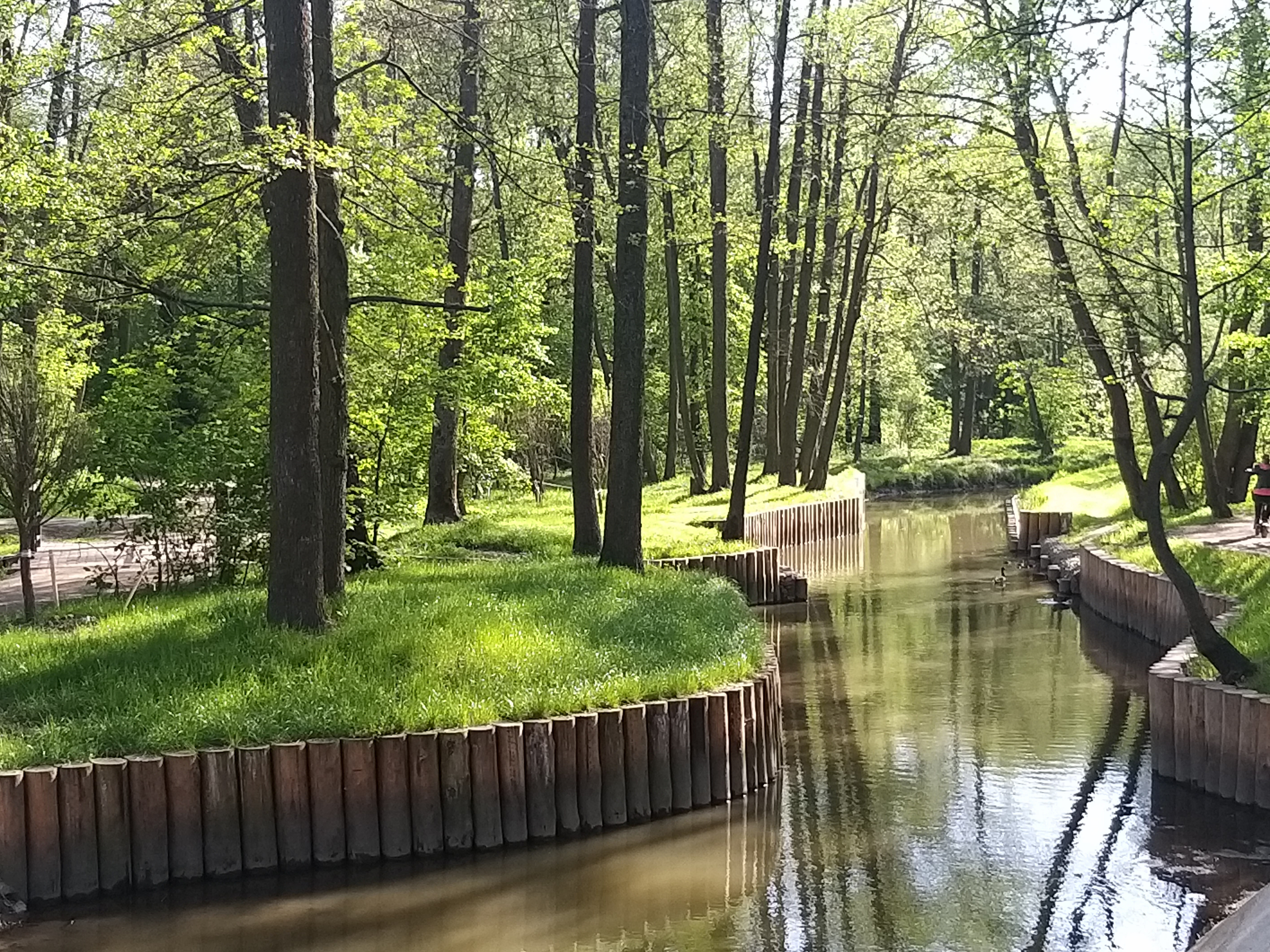
Река Чурилиха в Кузьминском парке

Исток реки — в Перово, при слиянии двух ручьёв севернее станции Кусково, где расположен Большой Перовский пруд. В верхнем течении река полностью заключена в коллектор. Протекает вдоль Вешняковской улицы, выходит за пределы МКАД и протекает около 150 метров за её пределами, затем снова возвращается внутрь. Затем впадает в Северный Выхинский пруд и Выхинские отстойники, затем снова течёт в коллекторе, на поверхность выходит южнее Кузьминских прудов и далее течёт в открытом русле до Люблинской улицы, где и впадает в Нищенку под землёй. Иногда считается главной рекой по отношению к Нищенке. В 2022-2023 году были проведены работы по расчистке русла реки в Кузьминском парке.

## Населённые пункты
В прошлом на берегах реки находились населённые пункты: Владычино, Выхино, Жулебино, Люблино, Аннино, Кузьминки (Влахернское), Невидимка (Толоконниково, Галеево), Шибаевская, Юрьевка, Вешки.

## Происхождение названия

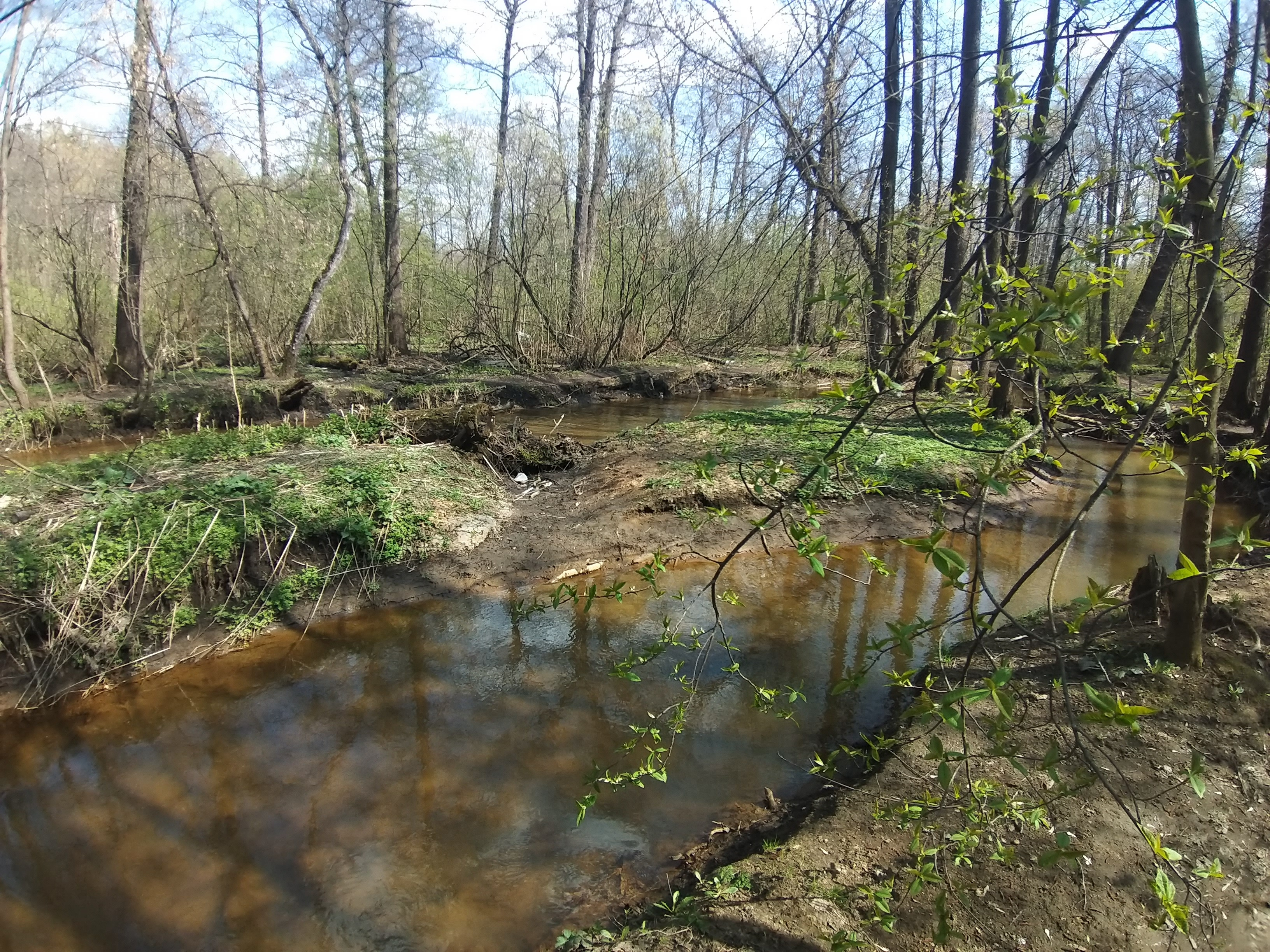
река Чурилиха, весна

Название «Чурилиха» происходит от личного имени «Чурила» (Кирилл), Голедянка — по племени «голядь», Люблинка — по названию посёлка, позднее города, Люблино. Происхождение названия «Пономарка» точно не установлено, вероятно, антропонимическое.

## Археология
В пойме реки археологами обнаружены многочисленные вятические курганы. Ряд участков долины Чурилихи объявлены в 1991 году памятниками природы.